# باتشات دلي تا (لوداب)
باتشات دلي تا (بالفارسية: پاچات دلی‌تا) هي قرية تقع في إيران في قسم لوداب الريفي. يقدر عدد سكانها بـ 28 نسمة .